# 쓰리 빌보드
《쓰리 빌보드》(영어: Three Billboards Outside Ebbing, Missouri)는 2017년 11월 개봉한 미국 영화이다. 마틴 맥도나가 감독과 각본을 맡았다. 제74회 베네치아 영화제 경쟁부문 진출작이자 각본상 수상작이다. 제42회 토론토 국제 영화제 관객상 수상작이다. 제75회 골든 글로브 드라마 부문 여우주연상, 남우조연상, 드라마 부문 작품상, 각본상 수상작이다(4개 부문 수상/6개 부문 후보 선정). 제90회 아카데미상(오스카) 여우주연상, 남우조연상 수상작이다(2개 부문 수상/7개 부문 후보 선정).

## 줄거리
미주리주 에빙이라는 마을에서 밀드레드 헤이즈는 7개월 전 십대 딸 안젤라가 강간당하고 살해당한 일로 비통해하고 있다. 수사 진척이 없는 것에 분노한 그녀는 집 근처에 버려진 세 개의 광고판을 빌려 그 위에 다음과 같은 문구를 게시한다. "죽어가면서 강간당했다", "아직도 체포는 없나?", "도대체, 윌러비 서장님?". 많은 마을 사람들은 이 광고판이 췌장암 진단을 받은 것이 공공연한 비밀인 지역 경찰서장 빌 윌러비를 지목하고 있다는 것에 불쾌해한다. 윌러비는 광고판을 내려달라고 밀드레드를 설득하러 오지만 실패한다. 그는 사건 해결을 위해 다시 노력하지만 아무런 성과도 내지 못한다.
윌러비를 숭배하는 미성숙하고 편견에 사로잡힌 경찰관 제이슨 딕슨은 밀드레드에게 광고판을 빌려준 레드 웰비를 협박하여 광고판을 내리게 하려 하지만 실패한다. 나중에 딕슨은 어머니의 제안에 따라 밀드레드에게 압력을 가하기 위해 밀드레드의 친구 데니스를 사소한 마약 소지 혐의로 체포한다. 밀드레드의 치과의사는 윌러비에게 동정심을 느끼며 진료 중에 그녀를 위협하고, 이에 밀드레드는 그의 엄지손톱에 구멍을 뚫는다. 윌러비는 그녀를 심문하기 위해 데려오고 실수로 그녀의 얼굴에 피를 토한다. 그는 그녀를 풀어주고 병원에 입원하지만, 곧 의학적인 조언을 무시하고 퇴원한다.
광고판은 밀드레드와 그녀의 아들 로비의 관계를 더욱 악화시켰고, 그녀는 안젤라와의 마지막 교류가 말다툼이었다는 것을 기억한다 (그녀는 당시 "강간당했으면 좋겠다"고 쏘아붙였다). 그녀의 폭력적인 전직 경찰관 전남편 찰리는 광고판에 대해 그녀와 대면하고, 안젤라 살해 직전에 그녀가 자신과 함께 살고 싶다는 요청을 거절했음을 밝힌다.
입원 후 죽음이 임박했음을 안 윌러비는 아내 앤과 두 딸과 함께 목가적인 하루를 보낸 후, 가족들이 자신이 천천히 죽어가는 것을 지켜보지 않게 하기 위해 그날 밤 자살한다. 비통해진 딕슨은 이 소식에 웰비를 폭행하고 그를 2층 창문 밖으로 던지는 것으로 반응한다. 이 사실을 윌러비의 후임인 애버크롬비가 알게 되어 딕슨을 해고한다.
윌러비는 죽기 전에 밀드레드에게 보내는 편지를 포함하여 여러 통의 편지를 썼다. 앤은 밀드레드가 직장에서 신원 미상의 남자에게 위협받는 것을 방해하며 그 편지를 전달한다. 편지에서 윌러비는 밀드레드에게 자신의 자살이 그녀 때문이 아니며, 안젤라의 살인범을 찾는 데 전념했고, 광고판을 한 달 더 유지하기 위해 비밀리에 돈을 지불했음을 밝힌다.
광고판이 방화로 파괴된 후, 밀드레드는 경찰서에 화염병을 던져 보복한다. 그녀는 경찰서가 그날 밤 비어 있다고 생각했다. 그러나 딕슨은 그 안에 앉아 윌러비의 편지를 읽고 있었다. 편지는 그에게 언젠가 탐정이 되고 싶다면 증오를 버리고 사랑을 포용하라고 조언했다. 그는 안젤라의 사건 파일을 가지고 불길에서 탈출한다. 밀드레드의 지인인 제임스가 우연히 지나가다가 딕슨의 불타는 옷을 끄고 밀드레드에게 알리바이를 제공한다. 딕슨은 웰비와 같은 병실에 입원하고, 웰비에게 사과한다.
광고판 설치팀의 일원이었던 제롬은 밀드레드에게 복사본 한 세트를 가져다주고 간판을 복원하는 것을 돕는다. 병원에서 퇴원한 딕슨은 밀드레드를 위협했던 남자가 술집에서 안젤라와 같은 방식으로 소녀를 강간했다고 자랑하는 것을 우연히 듣는다. 그는 남자의 아이다호 번호판을 메모한 다음 남자의 얼굴을 긁어 DNA 샘플을 채취하고, 그로 인해 발생하는 구타를 수동적으로 받아들인다.
밀드레드가 제임스와 그의 도움에 감사하며 데이트를 하던 중, 찰리가 19세 여자친구 페넬로피와 함께 들어와 술에 취해 광고판을 태운 것에 대해 사과한다. 잘못된 대상을 상대로 보복했다는 사실에 불안해진 밀드레드는 갑자기 데이트를 취소하지만, 제임스는 그녀의 결정을 자신과 함께 있는 것이 창피해서라고 오해하고 격분하여 식당을 나간다.
애버크롬비는 딕슨에게 DNA 샘플이 일치하지 않으며 그 남자는 안젤라 사망 당시 군 복무로 해외에 있었다고 알린다. 딕슨은 밀드레드에게 실망스러운 소식을 전하고, 그 남자가 다른 강간 사건의 죄인이라고 믿으며 아이다호로 가서 그를 죽일 계획을 세운다. 그들이 출발할 때 밀드레드는 자신이 경찰서에 불을 질렀다고 고백하는데, 딕슨은 이미 그렇게 추측하고 있었다. 그들은 둘 다 자신들의 임무에 대해 불확실성을 표현하지만, 밀드레드는 가면서 무엇을 할지 결정할 수 있다고 말한다.

## 출연
- 프랜시스 맥도먼드 - 밀드레드 헤이스 역
- 우디 해럴슨 - 윌리엄 윌러비 역
- 샘 록웰 - 제이슨 딕슨 역
- 존 호크스 - 찰리 헤이스 역
- 피터 딘클리지 - 제임스 역
- 케일럽 랜드리 존스 - 레드 웰비 역
- 루커스 헤지스 - 로비 헤이스 역
- 샌디 마틴 - 딕슨의 어머니 역
- 애비 코니시 - 앤 윌러비 역
- 젤리코 이바넥 - 내근 경사 역
- 캐스린 뉴턴 - 앤절라 헤이스 역
- 클라크 피터스 - 애버크롬비 서장 역
- 서마라 위빙 - 페넬로페 역
- 어맨다 워런 - 데니스 역
- 케리 콘던 - 패멀라 역
- 대럴 브릿깁슨 - 제롬 역
- 마커스 라일 브라운 - 기자 역
- 닉 서시 - 몽고메리 신부 역
- 말라야 드류 - 가브리엘라 역
- 마이클 아론 밀리건 - 팔 역
- 브렌던 섹스턴 3세 - 크롭 컷 남자 역